# 1978 (álbum de Al Bano & Romina Power)
El álbum 1978 contenía muchas de las canciones que se convertirían en éxitos para Al Bano & Romina Power: "We'll Live It All Again (Lo Revivrei)", "Tip, Tap" que más tarde formaría parte del álbum "Sharazan", "Na, Na, Na", "Prima Notte D'Amore", "E se Tornerá" y "Il Covo Delle Aquile"; estás tres últimas canciones formarían parte importante de las muchas recopilaciones del dueto.

## Track listing
Cara A
1. "We'll Live It All Again (Lo Rivivrei)"
2. "Non Due"
3. "Tip Tap"
4. "Piccolo Amore"
5. "Na Na Na"
6. "Dear Mr. Man"

Cara B
1. "Prima Notte D'Amore"
2. "Immagini 77"
3. "E Se Tornerà"
4. "Il Covo Delle Aquile"
5. "My Man, My Woman"
6. "Ave Maria"